# Jan Mapou
Jan Mapou, de son vrai nom Jean-Marie Willer Denis, est un écrivain, dramaturge et libraire haïtien établi à Miami, en Floride.

## Biographie
Il est né en 1941 à Les Cayes, Haïti.
Jan Mapou suit des études à l'école d'Ethnologie de l'université d'Haiti 
En 1965 il assiste à une conférence du professeur Pradel Pompilus, qui a étudié la linguistique à La Sorbonne ; ce dernier critique vivement le programme d'éducation haïtien, focalisé sur l'histoire européenne et la littérature française. En décembre de la même année, Mapou est l'un des membres du groupe d'amis qui fonde le Mouvman Kreyòl Ayisyen, visant le renouveau de la culture créole et la diffusion de la langue créole haïtienne. C'est à cette occasion qui lui et ses amis adoptent leurs noms créoles (Jan Mapou).
Le groupe travaille en collaboration avec des artistes de tous bords : musiciens, chanteurs, danseurs, acteurs artistes visuels… ; et avec différentes organisations : Lambi Club, Etoile Caraibes, le Gombo Club, Karako Bleu, et de nombreuses autres organisations culturelles. Outre ces activités, Jan Mapou et d'autres commencent à écrire des œuvres littéraires en créole pour pallier le manque de littérature créole. Ils créent une émission radio culturelle et littéraire, Emisyon Solèy, sur Radio Caraibes ; c'est la première fois qu'une radio diffuse en créole - sans compter les publicités en créole de Zo (Theophile Salnave). Par la suite Jean Dominique étend le créole haïtien à Radio Haiti, et d'autres stations de radio suivent le mouvement. Dans ses débuts, Emisyon Solèy dure seulement 15 minutes ; mais sa plage horaire vient juste avant la diffusion des résultats du loto, très populaire à l'époque : tout le monde les écoute, et la plupart entendent aussi l'émission qui les précède. L'émission a une très large audience et un grand succès. Ceci à une époque où parler cette langue à l'école est puni par des corrections physiques, et où l'affiche « Creole NOT allowed on these premises » est omniprésente.
Pour cette promotion du créole haïtien, il est emprisonné avec onze autres personnes (dont seulement six membres du mouvement pro-créole, les autres étant des badauds ou des passants) le 7 avril 1969 par le gouvernement Duvalier (Papa Doc). Il est relâché le 13 août suivant, sans avoir eu la moindre entrevue, interview ni même d'avoir été informé à aucun moment des chefs d'accusations.
Après plusieurs tentatives pour obtenir un visa, il émigre le 8 décembre 1971 pour New York, puis en Floride en 1984.
Dans les années 1980 il commence à écrire des pwezigrams dans les années 1980. Il fonde à New York la compagnie d'arts multi-disciplinaires Sosyete Koukouy (« Société des Lucioles », apportant de la lumière), qui produit du théâtre et autres évènements culturels en créole haïtien. Lorsqu'il déménage en Floride, il y apporte le mouvement. La compagnie produit aussi une revue littéraire, Pawòl Kreyòl.
Au début des années 1980 il écrit pour le Haïti Observateur et en 1987 pour Haïti en Marche (la même année où à Haiti, la Constitution reconnaît le créole haïtien comme l'un des langages officiels).
Il collabore avec de nombreux auteurs, dont Jean-Claude Martino, Ernst Mirville, Jean Dorcelly Dede, Tiwawa Boulo, Émile Célestin-Mégie, Kiki Wainwright, Lochard Noel, Wanègès (Yvette Leroy)… Il fait la révision de nombre d'ouvrages de Félix Morisseau-Leroy (Vil Bonè,…) et écrit la préface de Pè Sèt par Josaphat-Robert Large.
Il espère pouvoir créer à Miami un centre culturel haïtien avec un lieu d'enseignement, de théâtre et une bibliothèque.

## Publications
- Anba Mapou-A, six nouvelles en créole haïtien.